# Lloc CpG

Un lloc CpG, és a dir, la seqüència de nucleòtids 5'-C-fosfat-G-3', en una cadena d'ADN (en groc). A la cadena d'ADN inversa (en blau), es mostra el lloc complementari 5'—CpG—3'. També s'indica un aparellament de bases CG entre les dues cadenes d'ADN (dreta)

Els llocs CpG o llocs CG són regions d'ADN on un nucleòtid de citosina és seguit per un nucleòtid de guanina en la seqüència lineal de bases al llarg de la seva direcció 5' → 3'. Els llocs CpG es produeixen amb alta freqüència en regions genòmiques anomenades illes CpG .
Les citosines dels dinucleòtids CpG es poden metilar per formar 5-metilcitosines . Els enzims que afegeixen un grup metil s'anomenen ADN metiltransferases. En els mamífers, entre el 70% i el 80% de les citosines CpG estan metilades. La metilació de la citosina dins d'un gen pot canviar la seva expressió, un mecanisme que forma part d'un camp de la biologia que estudia la regulació gènica que s'anomena epigenètica. Les citosines metilades sovint muten a timines.
En humans, vora el 70% dels promotors situats a prop del lloc d'inici de la transcripció d'un gen (promotors proximals) contenen una illa CpG.

## Característiques dels CpG

### Definició
CpG és l'abreviatura de 5'—C—fosfat—G—3', és a dir, citosina i guanina separades només per un grup fosfat ; El fosfat uneix dos nucleòsids qualsevols en l'ADN. La notació CpG s'utilitza per distingir aquesta seqüència lineal monocatenària de l'aparellament de bases CG de citosina i guanina per a seqüències complementàries de doble cadena. Per tant, la notació CpG s'ha d'interpretar com que la citosina es troba a l'extrem 5'  de la base de guanina. No s'ha de confondre CpG amb GpC, aquest últim significa que una guanina va seguida d'una citosina en la direcció 5' → 3' d'una seqüència monocatenària.

### Omissió per una alta taxa de mutació
Fa temps que s'ha observat que els dinucleòtids CpG es produeixen amb una freqüència molt menor en la seqüència de genomes de vertebrats del que s'esperaria a causa de l'atzar. Per exemple, en el genoma humà, que té un contingut de GC del 42%, s'espera que hi hagi un parell de nucleòtids formats per citosina seguit de guanina en un {\displaystyle 0.21\times 0.21=4.41\%} del genoma. Tanmateix, la freqüència dels dinucleòtids CpG en els genomes humans és inferior a una cinquena part de la freqüència esperada.
Aquesta infrarepresentació és conseqüència de l'elevada taxa de mutació dels llocs CpG metilats: la desaminació espontània d'una citosina metilada dona lloc a una timina, i les bases desajustades resultants (T:G) sovint es reparen incorrectament a T:A (en comptes de C:G); mentre que la desaminació de la citosina no metilada dóna lloc a un uracil, que com a base estranya es substitueix ràpidament per una citosina pel mecanisme de reparació per excisió de bases . La velocitat de transició C a T als llocs CpG metilats és aproximadament 10 vegades més alta que als llocs no metilats.

### Distribució genòmica
Els dinucleòtids CpG es troben amb freqüència a les illes CpG (vegeu la definició d'illes CpG, a continuació). Hi ha 28.890 illes CpG al genoma humà, (50.267 si s'inclou illes CpG en seqüències repetides). Aquestes dades són compatibles amb les 28.519 illes CpG trobades per Venter et al. ja que el genoma analitzat per Venter et al. no incloïa l'interior d'elements repetitius molt similars i les regions repetitives extremadament denses a prop dels centròmers. Com que les illes CpG contenen múltiples seqüències de dinucleòtids CpG, sembla que hi ha més de 20 milions de dinucleòtids CpG al genoma humà.

## Illes CpG
Les illes CpG (o illes CG) són regions amb una alta freqüència de llocs CpG. Tot i que les definicions objectives de les illes CpG són limitades, la definició formal habitual és una regió amb almenys 200 pb, un percentatge de GC superior al 50% i una relació CpG observada/esperada superior al 60%. La "proporció de CpG observada sobre esperada" es pot estimar quan l'observat es calcula com: {\displaystyle ({\text{nombre de }}CpGs)} i l'esperat com {\displaystyle ({\text{nombre de }}C*{\text{nombre de }}G)/{\text{longitud de la seqüència}})} o {\displaystyle (({\text{nombre de }}C+{\text{nombre de }}G)/2)^{2}/{\text{longitud de la seqüència}}} .
Molts gens dels genomes dels mamífers tenen illes CpG associades amb l'inici del gen ( regions promotores ) com a conseqüència de la pressió de selecció sobre aquells organismes amb mutacions de C a T, que poden alterar l'expressió d'aquests gens. Per això, la presència d'una illa CpG s'utilitza per ajudar en la predicció i anotació de gens.
| Llocs CpG | Llocs GpC |
| --- | --------- |
| |           |
| Distribució dels llocs CpG (esquerra: en vermell) i llocs GpC (dreta: en verd) al gen APRT humà. Els CpG són més abundants a la regió upstream del gen, on formen una illa CpG, mentre que els GpC es distribueixen de manera més uniforme. S'indiquen els 5 exons del gen APRT (blau) i els codons d'inici (ATG) i de parada (TGA) es destaquen (blau negreta). |           |

En els genomes de mamífers, les illes CpG solen tenir una longitud d'entre 300 i 3.000 parells de bases i s'han trobat en prop del 40% dels seus promotors. Vora el 60% dels gens humans i gairebé tots els gens de manteniment cel·lular tenen els seus promotors enmig d'illes CpG.

Donada la freqüència de les seqüències de dos nucleòtids GC, el nombre de dinucleòtids CpG és molt inferior al que s'esperaria. Un estudi de 2002 va revisar les regles de predicció d'illes CpG per excloure altres seqüències genòmiques riques en GC com les repeticions Alu. L'estudi va incloure la revisió de les seqüències completes dels cromosomes humans 21 i 22. Es va concloure que les regions d'ADN superiors a 500 pb tenen més probabilitat de ser "veritables" illes CpG associades a les regions 5' dels gens si tenen un contingut de GC superior a 55% i una relació CpG observada-esperada del 65%.

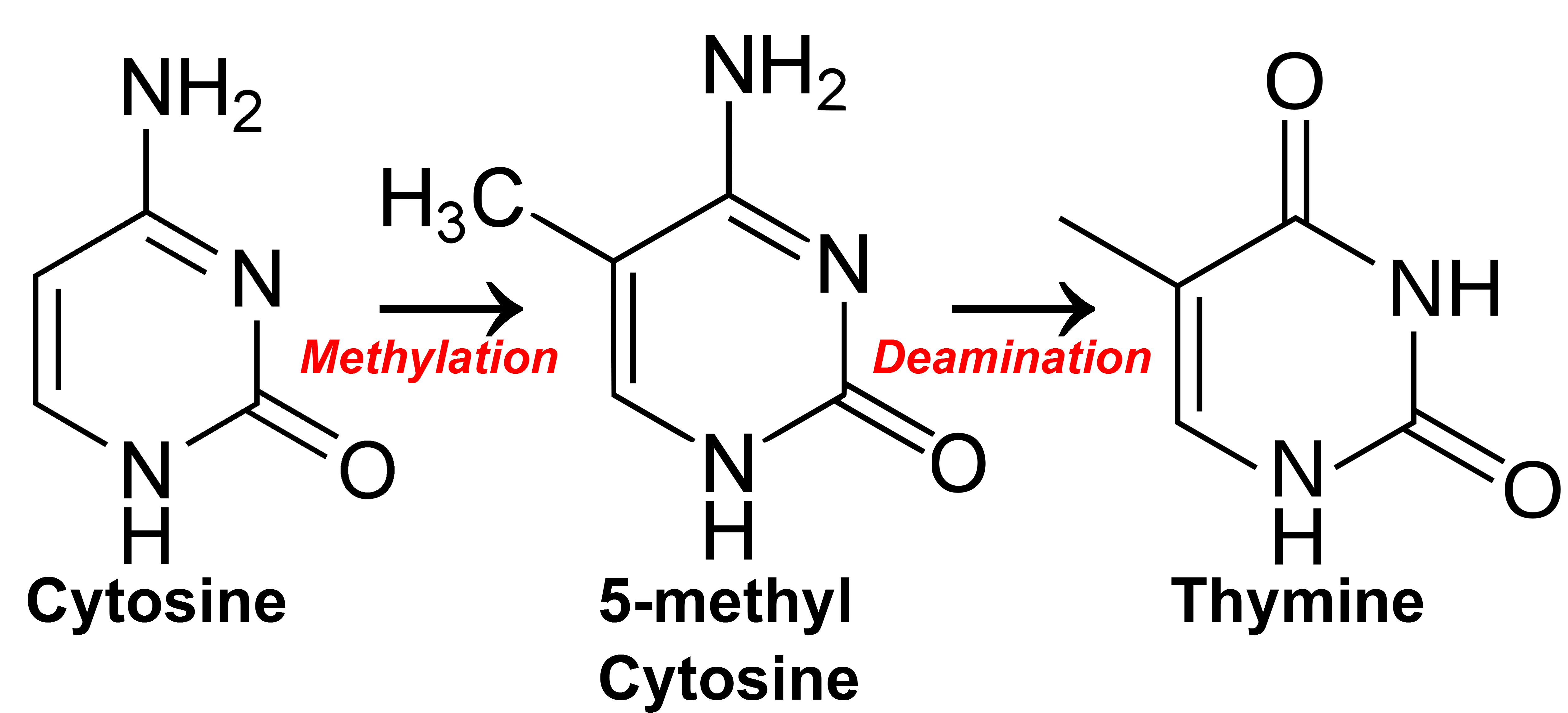
Procés de pèrdua de llocs CpG per metilació i desaminació espontània. Com a resultat, es creen illes CpG residuals a zones on la metilació és rara i els llocs CpG s'enganxen (o on la mutació de C a T és molt perjudicial i no perdura generacionalment).

Les illes CpG es caracteritzen per un contingut de dinucleòtids CpG d'almenys el 60% del que s'esperaria estadísticament (~ 4-6%), mentre que la resta del genoma té una freqüència CpG molt més baixa (~ 1%), un fenomen anomenat supressió de CG. A diferència dels llocs CpG a la regió codificant d'un gen, en la majoria dels casos els llocs CpG a les illes CpG dels promotors no es metilen si els gens s'expressen. Aquesta observació va conduir a la següent especulació: la metilació dels llocs CpG en el promotor d'un gen pot inhibir-ne la seva expressió (fet que pot ser subjecte a una forta pressió de selecció). La metilació, juntament amb la modificació de les histones, és fonamental per a la impressió. La majoria de les diferències de metilació entre els teixits, o entre les mostres normals i patològiques (com les del càncer), es produeixen a poca distància de les illes CpG (a les "ribes de les illes CpG") més que a les mateixes illes.
Les illes CpG solen trober-se a prop del lloc d'inici de la transcripció dels gens, especialment en els gens de manteniment cel·lular, en els vertebrats. Una base de C (citosina) seguida immediatament d'una base de G (guanina), un lloc CpG, és estrany en l'ADN dels vertebrats perquè les citosines en aquesta disposició tendeixen a estar metilades. Aquesta metilació ajuda a distingir una cadena d'ADN de nova síntesi de la cadena mare, fet que ajuda en les etapes finals de la correcció de proves d'ADN després de la duplicació. Tanmateix, amb el temps, les citosines metilades tendeixen a convertir-se en timines a causa de la desaminació espontània. Hi ha un enzim especial en humans (timina-ADN glicosilasa, o TDG) que substitueix específicament les T (timina) dels emparellaments erronis T/G. Tanmateix, a causa de la raresa dels llocs CpG, es teoritza que no és prou eficaç per prevenir una possible mutació ràpida dels dinucleòtids. L'existència d'illes CpG s'explica habitualment per l'existència de forces selectives per un contingut de CpG relativament elevat, o nivells baixos de metilació en aquella àrea genòmica, potser en relació amb la regulació de l'expressió gènica. Un estudi de 2011 va demostrar que la majoria de les illes CpG són el resultat de forces no selectives.

## Metilació, silenciament, càncer i envelliment

Una imatge que mostra un hipotètic mecanisme evolutiu darrere de la formació d'illes CpG.

### Illes CpG en promotors
En humans, vora el 70% dels promotors situats a prop del lloc d'inici de la transcripció d'un gen (promotors proximals) contenen una illa CpG.
Els promotors distals també contenen sovint illes CpG. Un exemple és el gen de reparació de l'ADN ERCC1, el promotor del qual es troba a uns 5.400 nucleòtids upstream del lloc d'inici de la transcripció del gen ERCC1. Les illes CpG també es produeixen amb freqüència en promotors d'ARN no codificants funcionals com els microARN.

### La metilació de les illes CpG silencia els gens de manera estable
En humans, la metilació de l'ADN es produeix a la posició 5 de l'anell de pirimidina dels residus de citosina dins dels llocs CpG per formar 5-metilcitosines. La presència de múltiples llocs CpG metilats a les illes CpG de promotors provoca un silenciament estable dels gens. El silenciament d'un gen pot ser induït per altres mecanismes, però sovint el segueix la metilació dels llocs CpG a l'illa CpG del promotor per provocar el silenciament estable del gen.

### Hiper/hipometilació CpG dels promotors en càncer
En càncer, la pèrdua d'expressió dels gens es produeix unes 10 vegades més freqüentment per hipermetilació de les illes CpG dels promotors que per mutacions. Per exemple, en un càncer colorectal sol haver-hi entre 3 i 6 mutacions conductores i de 33 a 66 mutacions passatgeres. En un estudi oncològic es van comparat tumors de còlon amb la mucosa adjacent (d'aspecte normal). Es van trobar 1.734 illes CpG molt metilades en tumors, mentre que aquestes illes CpG no estaven metilades a la mucosa adjacent. La meitat de les illes CpG es trobaven en promotors de gens codificants de proteïnes anotades, el que suggereix que uns 867 gens del tumor còlic han perdut l'expressió a causa de la metilació de l'illa CpG. Un altre estudi va trobar una mitjana de 1.549 regions metilades diferencialment (hipermetilades o hipometilades) en els genomes de sis càncers de còlon (en comparació amb la mucosa adjacent), de les quals 629 estaven en regions promotores de gens. Un tercer estudi va trobar més de 2.000 gens metilats de manera diferencial entre els càncers de còlon i la mucosa adjacent. Mitjançant l'anàlisi d'enriquiment de conjunts de gens, 569 de 938 conjunts de gens estaven hipermetilats i 369 estaven hipometilats en càncers. La hipometilació de les illes CpG en els promotors provoca una sobreexpressió dels gens o conjunts de gens afectats.
Un estudi de 2012 va publicar una llista de 147 gens amb promotors hipermetilats associats al càncer de còlon, juntament amb la freqüència amb què es van trobar aquestes hipermetilacions en càncers de còlon. Almenys 10 d'aquests gens tenien promotors hipermetilats en gairebé el 100% dels càncers de còlon. També van indicar 11 microARNs els promotors dels quals estaven hipermetilats en càncers de còlon a freqüències entre el 50% i el 100% dels càncers. De mitjana, cada microARN reprimeix diversos centenars de gens diana. Així, els microARN amb promotors hipermetilats poden permetre la sobreexpressió de centenars a milers de gens en un càncer.
La informació anterior mostra que, en els càncers, la hiper/hipometilació dels llocs CpG en els promotors genètics i dels microARN provoca la pèrdua d'expressió (o, de vegades, l'augment de l'expressió) de molts més gens que la mutació.

### Gens reparadors d'ADN amb promotors hiper/hipometilats en càncers
Els gens de reparació de l'ADN són sovint reprimits en càncers a causa de la hipermetilació de les illes CpG dins dels seus promotors. En els carcinomes de cèl·lules escamoses de cap i coll almenys 15 gens de reparació de l'ADN tenen promotors freqüentment hipermetilats; aquests gens són XRCC1, MLH3, PMS1, RAD51B, XRCC3, RAD54B, BRCA1, SHFM1, GEN1, FANCE, FAAP20, SPRTN, SETMAR, HUS1 i PER1. Fins a disset tipus de càncer solen tenir deficiències en un o més gens de reparació de l'ADN a causa de la hipermetilació dels seus promotors. Com a exemple, la hipermetilació del promotor del gen de reparació de l'ADN MGMT es produeix en el 93% dels càncers de bufeta, el 88% dels càncers d'estómac, el 74% dels càncers de tiroide, el 40%-90% dels càncers colorectals i el 50% dels càncers cerebrals. La hipermetilació en el promotor de LIG4 es produeix en el 82% dels càncers colorectals. La hipermetilació en el promotor de NEIL1 es produeix en el 62% dels càncers de cap i coll i en el 42% dels càncers de pulmó de cèl·lules no petites. La hipermetilació en el promotor de l'ATM es produeix en el 47% dels càncers de pulmó no de cèl·lules petites . La hipermetilació en el promotor de MLH1 es produeix en el 48% dels carcinomes de cèl·lules escamoses de càncer de pulmó no de cèl·lules petites . La hipermetilació en el promotor de FANCB es produeix en el 46% dels càncers de cap i coll .
D'altra banda, els promotors d'altres gens, com PARP1 i FEN1, són sovint hipometilats en nombrosos càncers, fet que comporta la sobreexpressió dels seus gens. PARP1 i FEN1 són gens essencials en la unió extrema mediada per microhomologia de la via de reparació de l'ADN propensa a errors i mutagènia. Si aquesta via està sobreexpressada, l'excés de mutacions que provoca poden provocar càncer. <i>PARP1</i> està sobreexpressat en leucèmies activades per tirosina quinasa, en neuroblastoma, en tumors testiculars i altres de cèl·lules germinals, i en el sarcoma d'Ewing. <i>FEN1</i> està sobreexpressat en la majoria dels càncers de mama, pròstata, estómac, neuroblastomes, pàncrees i pulmó.
El dany a l'ADN sembla ser la principal causa subjacent del càncer. Si la reparació precisa de l'ADN és deficient, els danys a l'ADN tendeixen a acumular-se. Aquest excés de dany a l'ADN pot augmentar els errors mutacionals durant la replicació de l'ADN a causa de la síntesi de translessió propensa a errors. L'excés de dany a l'ADN també pot augmentar les alteracions epigenètiques a causa d'errors durant la reparació de l'ADN. Aquestes mutacions i alteracions epigenètiques poden donar lloc al càncer (vegeu neoplàsies malignes). Així, la hiper/hipometilació de les illes CpG en els promotors dels gens de reparació de l'ADN és probablement central per a la progressió cap al càncer.

### Metilació dels llocs CpG amb l'edat
Com que l'edat té un fort efecte sobre els nivells de metilació de l'ADN en desenes de milers de llocs CpG, es pot definir un rellotge biològic altament precís (anomenat rellotge epigenètic o edat de metilació de l'ADN ) en humans i ximpanzés.

### Llocs no metilats
Els llocs de dinucleòtids CpG no metilats es poden detectar pel receptor Toll-like 9 ( TLR 9 ) en cèl·lules dendrítiques plasmocitoides, monòcits, cèl·lules assassines naturals (NK) i cèl·lules B en humans. S'utilitza per detectar infeccions víriques intracel·lulars.

## Paper dels llocs CpG en la memòria
En els mamífers, les ADN metiltransferases presenten una preferència de seqüència per a les citosines dins dels llocs CpG. Al cervell del ratolí, el 4,2% de totes les citosines estan metilades, principalment en el context dels llocs CpG, formant 5mCpG. La majoria dels llocs 5mCpG hipermetilats augmenten la repressió dels gens associats.

Tal com exposen Duke et al. en una revisió, la metilació de l'ADN de les neurones està alterada per l'activitat neuronal. La metilació de l'ADN neuronal és necessària per a la plasticitat sinàptica; es modifica per les experiències; i la metilació i desmetilació actives de l'ADN són necessàries per a la formació i el manteniment de la memòria.

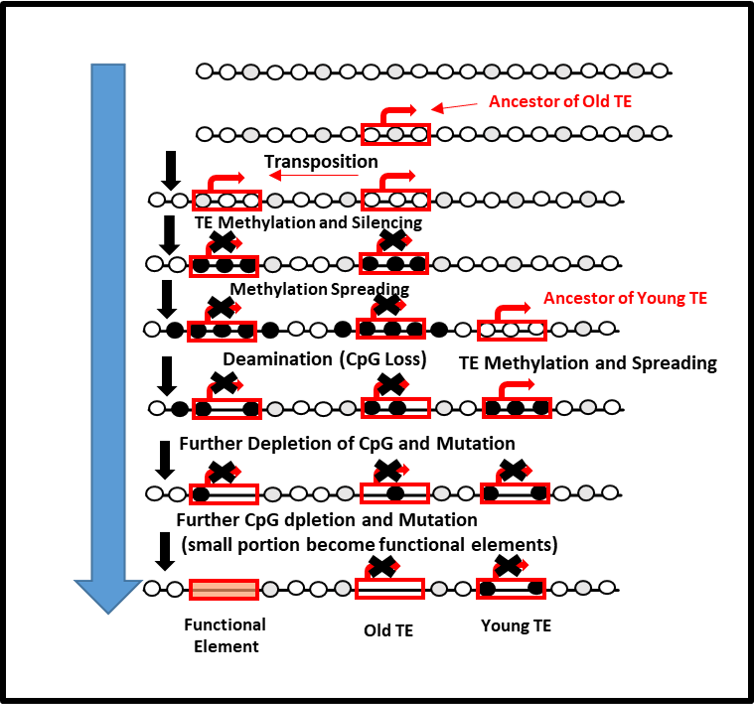
La metilació de CpG contribueix a l'expansió del genoma i, en conseqüència, a l'esgotament de CpG. Aquesta imatge mostra un genoma sense ET i llocs CpG no metilats, i la inserció i transposició d'un ET condueixen a la metilació i el silenciament de l'ET. Mitjançant el procés de metilació de CpG es troba una disminució de CpG.

El 2016 Halder et al. utilitzant ratolins, i el 2017 Duke et al. utilitzant rates, van sotmetre els rosegadors a un condicionament de por contextual, provocant la formació d'una memòria a llarg termini especialment forta. A les 24 hores del condicionament, a la regió del cervell de l'hipocamp de les rates, l'expressió de 1.048 gens es va regular a la baixa (generalment associada a 5mCpG en promotors de gens) i l'expressió de 564 gens es va regular a l'alça (sovint associada a la hipometilació de lloc CpG en promotors de gens). A les 24 hores després de l'entrenament, el 9,2% dels gens del genoma de rata de les neurones de l'hipocamp estaven metilats de manera diferent. Tanmateix, tot i que l'hipocamp és essencial per aprendre nova informació, no emmagatzema la informació en si. En els experiments de Halder amb ratolins, es van veure 1.206 gens metilats de manera diferent a l'hipocamp una hora després del condicionament de la por contextual, però aquestes metilacions alterades es van invertir i no es van veure després de quatre setmanes. En contrast amb l'absència de canvis de metilació de CpG a llarg termini a l'hipocamp, es podria detectar una metilació diferencial de CpG substancial a les neurones corticals durant el manteniment de la memòria. Hi havia 1.223 gens metilats de manera diferent a l'escorça cingulada anterior dels ratolins quatre setmanes després del condicionament de por contextual.

### La desmetilació als llocs CpG requereix activitat ROS
En cèl·lules somàtiques adultes, la metilació de l'ADN es produeix normalment en el context de llocs CpG, formant 5-metilcitosina -pG o 5mCpG. Les espècies reactives d'oxigen (ROS) poden atacar la guanina al lloc dels dinucleòtids CpG. D'aquesta manera es forma 8-hidroxi-2'-desoxiguanosina (8-OHdG). El resultat final d'aquests dos processos és un dinucleòtid de 5mCp-8-OHdG. L'enzim reparador per escissió de bases OGG1 s'adreça a 8-OHdG i s'uneix a la lesió sense escissió immediata. Un cop OGG1 es troba en un lloc de 5mCp-8-OHdG, recluta TET1. Llavors, TET1 oxida els 5mC adjacents al 8-OHdG. Això inicia la desmetilació de 5mC.

Desmetilació de la 5-metilcitosina (5mC) a l'ADN de les neurones.

Iniciació de la desmetilació de l'ADN en un lloc CpG.

Tal com es va revisar el 2018, a les neurones cerebrals, 5mC s'oxida per la família de dioxigenases (TET1, TET2, TET3) de translocació de deu-onze (TET) per generar 5-hidroximetilcitosina (5hmC). En passos successius, els enzims TET hidroxilen més 5hmC per generar 5-formilcitosina (5fC) i 5-carboxilcitosina (5caC). La timina-ADN glicosilasa (TDG) reconeix les bases intermèdies 5fC i 5caC i elimina l'enllaç glicosídic. Això origina un lloc apirimidínic. En una via alternativa de desaminació oxidativa, 5hmC es pot desaminar oxidativament mitjançant desaminases del complex d'edició d'ARNm de citidina desaminasa/apolipoproteïna B (AID/APOBEC) induïda per l'activitat per formar 5-hidroximetiluracil (5hmU) o 5mC es pot convertir en timina (Thy). 5hmU es pot escindir per TDG, uracil-ADN glicosilasa monofuncional selectiu monocatenària 1 ( SMUG1), ADN glicosilasa 1 similar a Nei (NEIL1) o proteïna d'unió metil-CpG 4 (MBD4). Els llocs AP i els desajustos T:G es reparen després mitjançant enzims de reparació per escissió de bases (BER) per produir citosina (Cyt).
Dues revisions resumeixen el gran conjunt d'evidències sobre el paper crític i essencial de les ROS en la formació de la memòria. La desmetilació de l'ADN de milers de llocs CpG durant la formació de la memòria depèn de la iniciació per part de ROS. El 2016, Zhou et al., van demostrar que les ROS tenen un paper central en la desmetilació de l'ADN. TET1 és un enzim clau implicat en la desmetilació de 5mCpG. Tanmateix, TET1 només pot actuar sobre 5mCpG si un ROS ha actuat primer sobre la guanina per formar 8-hidroxi-2'-desoxiguanosina (8-OHdG)
L'expressió alterada de proteïnes a les neurones, controlada per la desmetilació depenent de ROS dels llocs CpG en promotors de gens dins de l'ADN de les neurones, és fonamental per a la formació de la memòria.

## Pèrdua de llocs CpG
L'esgotament de llocs CpG s'ha observat en el procés de metilació de l'ADN d'elements transposables (ET) on els ET no només són responsables de l'expansió del genoma, sinó també de la pèrdua de CpG en un ADN hoste. Els ET es poden conèixer com a "centres de metilació" a través dels quals el procés de metilació s'estén a l'ADN flanquejant una vegada a l'ADN hoste. Aquesta propagació podria provocar posteriorment una pèrdua de CpG al llarg del temps evolutiu. Els temps evolutius més antics mostren una major pèrdua de CpG en l'ADN flanquejant, en comparació amb els temps evolutius més joves. Per tant, la metilació de l'ADN pot conduir eventualment a la pèrdua notable de llocs CpG a l'ADN veí.

### Correlació negativa entre la mida del genoma i el nombre de llocs CpG
En general, hi ha una correlació inversa entre la mida del genoma i el nombre d'illes CpG, ja que els genomes més grans solen tenir un nombre més gran d'elements transposables. La pressió selectiva contra els ET es redueix substancialment si l'expressió es suprimeix mitjançant la metilació. Així, els ET poden actuar com a "centres de metilació" facilitant la metilació de l'ADN flanquejant. Com que la metilació redueix la pressió selectiva sobre la seqüència de nucleòtids, la metilació a llarg termini dels llocs CpG augmenta l'acumulació de transicions espontànies de citosina a timina, donant lloc a una pèrdua de llocs CpG.

#### Elements Alu com a promotors de la pèrdua de CpG
Els elements Alu són el tipus més abundant d'elements transposables. Alguns estudis han utilitzat elements Alu com a eina per estudiar els factors responsables de l'expansió del genoma. Els elements Alu són molt més rics en llocs CpG que els LINEs i els ERV. Aquests elements també poden funcionar com a centre de metilació. Aquesta propagació és la raó per la qual hi ha una pèrdua considerable de CpG i una expansió del genoma. Tanmateix, aquest és un resultat que s'analitza al llarg del temps perquè els elements d'Alu més antics mostren més pèrdua de CpG en llocs d'ADN veí en comparació amb els més joves.